# 肾果荠属
肾果荠属（学名：Coronopus）是十字花科下的一个属，为一年生至多年生草本植物。该属共有约8种，分布于暖温带及温带。